# カッシウス条約
伝承によると、カッシウス条約 (カッシウスじょうやく、ラテン語: Foedus Cassianum) は紀元前493年に起こったレギッルス湖畔の戦いの後、共和政ローマとラティウム同盟との間に結ばれた条約である。第一次ラティウム戦争を終結させ、ローマを同盟全体と同等の権力を持つものとした。

## 背景

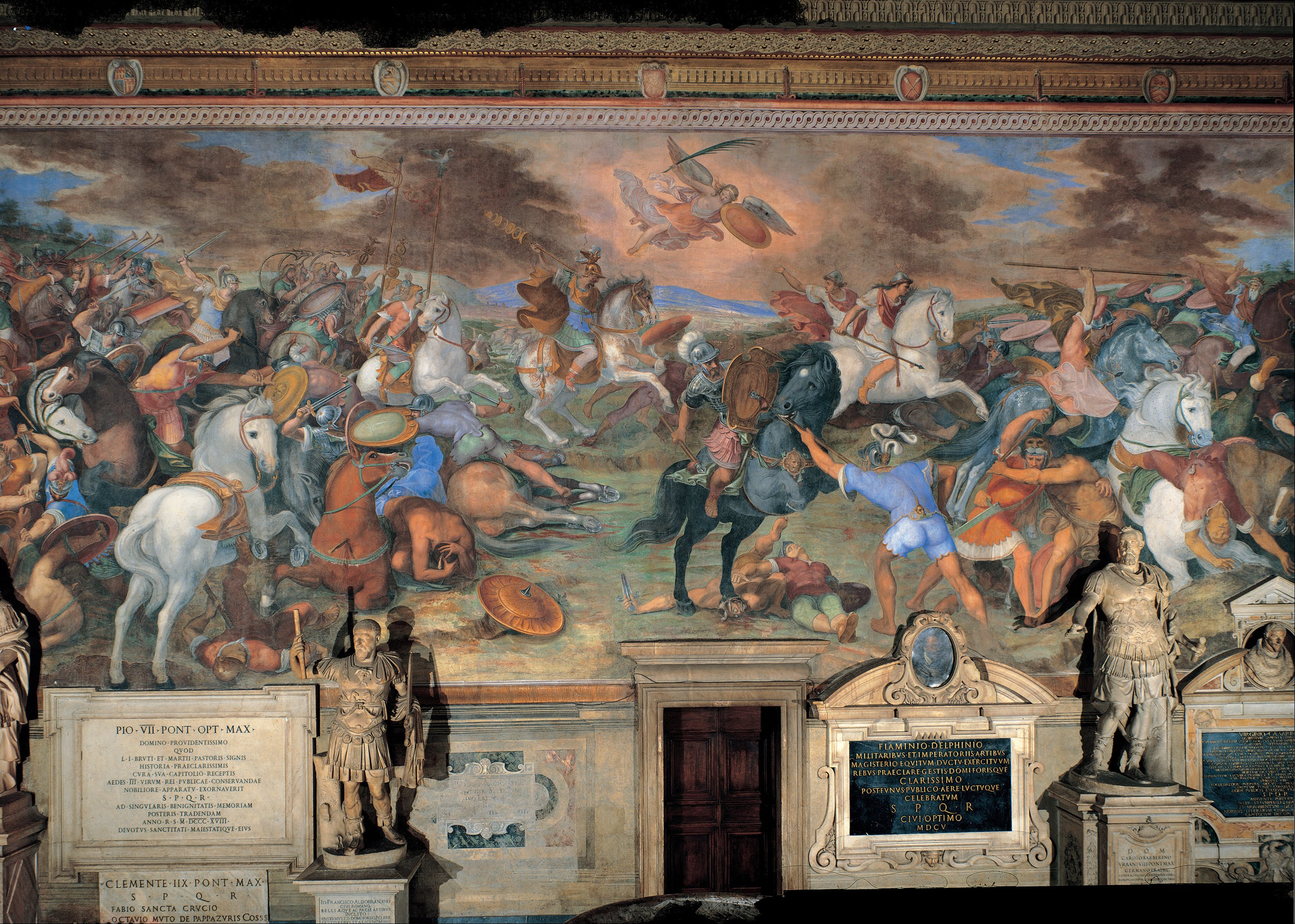
トンマーゾ・ラウレティ画、レギッルス湖畔の戦い (1590年前後)

紀元前509年に産まれたての共和政ローマとカルタゴとの間に結ばれた条約では、ローマはその郊外を自分たちの領土として挙げており、実際にはラティウム同盟と紛争中であったが、もう既に自分たちのものであるように振る舞った。紛争は続き、レギッルス湖畔の戦いでローマが勝利した結果、ラティウム同盟は条件付きで降伏した。
条約は紀元前493年にローマと30のラティウム都市群との間に、対等の関係で結ばれた。条約名は当時の執政官でローマ側の代表であったスプリウス・カッシウス・ウェケッリヌスから取られ、ローマで批准された

## 条項
条約ではいくつかの条項が提示された。両国間の平和についてはもちろん、更に踏み込んで他のイタリック人に対してローマ軍、ラティウム同盟軍は共同して相互防衛に当たることがうたわれた。もう一つ、同盟とローマは戦争で得られた戦利品を全て分かち合う事も明記された。また、両者の繁栄のため、獲得した新領地に共同植民市を建設する事にも合意した。その結果、ローマ市民とラティウム同盟諸都市は私権を持つ共同体を作り上げていった。この条約のコピーは青銅に刻まれローマのフォールムの銅柱としてキケロの時代まで存在しており、初期のローマの重要な一里塚となったが、オリジナルは失われてしまった。ハリカルナッソスのディオニュシオスによるとその条文は、
我らが住まうこの天と地が在り続ける限り、ローマとラティウム諸都市は平和を誓う。
相互に戦争する、外敵を引き込む、又は一方を攻撃する敵に通行許可を与える行為はこれを禁止する。
一方が攻撃を受けた場合、もう一方は全力で救援すべし。
協同戦線で得た戦利品はこれを均等に分配すべし。
随意契約に関する訴訟は10日以内に、契約が行われた国で判決すべし。
ローマと全てのラティウム都市双方の同意無くして、この条約の内容を変更する事はこれを禁止する
ディオニュシオス版ではローマとラティウム同盟間での相互防衛協定についての言及はあるが、連合軍の指揮系統や相互協議規定についての言及はない。 ルキウス・キンキウスの断片的な (フェストゥスに引用された)記述によれば、ラティウム側はフェレンティナの泉に集まり指揮に関する問題を議論したという。彼はまた「ローマ人がラテン語名の順番に従って指揮官を提供する義務を負った年」に起こったプロセスを書き残している。  その過程はやや曖昧だが、ローマとラティウム間で数年おきに指揮権を交代していた事が窺える。しかしながらそんなことは実際にはなかったと思われ、最も可能性が高いのは、実際に遠征が行われた数年間だけローマの指揮官が召喚されていたと思われる

## 条約の拡張
紀元前486年 (この年はウェケッリヌスが執政官だった)、ローマはヘルニキ族と条約を締結した。その条項はカッシウス条約と類似しており、そのことから (確実ではないが)ヘルニキ族もローマとラティウム同盟間に結ばれたカッシウス条約体制に組み込まれたのではないかとも考えられる。

## 影響
この条約はローマを強大化した。実質的にラティウム同盟軍を産まれたての共和政ローマ軍と一体化させ、それによってローマは伸張し、イタリア半島を征服していった。条約は紀元前358年に更新されたが、その直後にローマは条約を破棄してラティウム戦争が再発した。ローマは最終的に条約体制下の非ローマ人を屈服させ、カッシウス条約は廃棄された。